# Wapen van Didam
Het wapen van Didam toont het gecarteleerde schild van de voormalige gemeente Didam met daarop de wapen van Meurs en Bergh, de omschrijving van 23 juli 1981 luidt:
"Gevierendeeld: I en IV in goud een dwarsbalk van sabel, II en III in zilver, een leeuw van keel, genageld, getongd en gekroond van goud, en een zoom van sabel beladen met 11 bezanten van goud. Het schild gedekt met een gouden kroon van 3 bladeren en 2 parels."
Dit was een uitbreiding op het eerdere wapen, dat op 3 december 1912 werd verleend. Het oudere wapen had geen kroon.

## Geschiedenis
Toen in 1911 A.E.M. van Nispen tot Pannerden tot burgemeester werd benoemd trof deze een gemeente zonder gemeentewapen. Mogelijk was het deze burgemeester die daarvoor een aanvraag deed bij de Hoge Raad van Adel. In de archieven is niets terug te vinden rondom de aanvraag, behalve een notitie in de jaarlijst van ingekomen stukken, dat een melding maakt over een brief van de Hoge Raad, verzonden aan de burgemeester op 2 april 1912. Daarnaast werd een brief van de minister van Justitie behandeld op een gemeentevergadering op 18 oktober 1912, waarover in de notulen de volgende melding werd opgeschreven: "de raad kan zich met het voorgestelde wapen verenigen". Op 3 december 1912 werd het wapen bij Koninklijk Besluit verleend, dat op 30 december werd voorgelezen tijdens de raadsvergadering. Het wapen is mogelijk ontworpen door W.A. Beelaerts van Blokland, die in 1910 gepromoveerd was op een Gelders proefschrift. Hij was een deskundige op het gebied van Gelderse heraldiek en geslachten. Didam was oorspronkelijk een bezit van de graven van Meurs. In 1388 werd de graaf van Bergh beleend met het gericht en heerlijkheid. Willem II van den Bergh kocht het kasteel Didam en bijbehorende rechten, van Vincent van Meurs, wiens dochter trouwde met Oswald, een zoon van Willem. Het wapen bestaat daarom ook uit de kwartieren van de voormalige eigenaars. Op als eerste en belangrijkste kwartier staat het wapen van Meurs als oorspronkelijke bezitters van het kasteel Didam. Op het tweede kwartier het wapen van Bergh als tweede eigenaar.

## Verwante wapens

Meurs
Bergh

Aalst · 
Ammerzoden · 
Angerlo · 
Appeltern · 
Batenburg · 
Beesd · 
Beltrum · 
Bemmel · 
Bergharen · 
Bergh · 
Beusichem · 
Borculo · 
Brakel · 
Buurmalsen · 
Deil · 
Didam · 
Dinxperlo · 
Dodewaard ·
Doornspijk ·
Dreumel ·
Driel ·
Echteld ·
Eibergen ·
Elst ·
Est en Opijnen ·
Everdingen ·
Ewijk ·
Gameren ·
Geesteren · 
Geldermalsen · 
Gendringen · 
Gendt ·
Groenlo ·
Groesbeek ·  
Haaften ·
Hedel ·
's-Heerenberg ·
Heerewaarden ·
Hemmen ·
Hengelo ·
Herwen en Aerdt ·
Herwijnen ·
Heteren ·
Heukelum ·
Hoevelaken ·
Horssen ·
Huissen ·
Hummelo en Keppel ·
Hurwenen  ·
Kerkwijk ·
Keppel ·
Kesteren ·
Laren · 
Lichtenvoorde ·
Lienden ·
Lingewaal · 
Maurik ·
Millingen aan de Rijn ·
Nederhemert ·
Neede ·
Neerijnen ·
Netterden ·
Niftrik ·
Nijbroek ·
Ophemert ·
Overasselt ·
Pannerden ·
Poederoijen · 
Renkum ·
Rijnwaarden ·
Rossum ·
Ruurlo ·
Steenderen ·
Terborg ·
Twello ·
Ubbergen ·
Valburg ·
Varik ·
Vorden ·
Vuren ·
Waardenburg ·
Wadenoijen ·
Wamel ·
Wehl ·   
Warnsveld ·
Wisch ·
Zeddam ·
Zelhem ·
Zoelen ·
Zuilichem 

Dorps-, heerlijkheids- en stadswapens: 

Acquoy 
· Baak 
· Barlham 
· Bredevoort 
· Doreweerd 
· Elden
· Enspijk 
· Gellicum 
· Groessen 
· Hakfort 
· Hellouw 
· IJzendoorn 
· Kell  
· Lede en Oudewaard 
· Lichtenberg 
· Loil 
· Maasbommel 
· Meijnerswijk 
· Meteren 
· Middagten 
· Rhenoy 
. Rumpt
· Tricht 
· Verwolde 
· Wildenborch